# آزاد زندگی کن یا بمیر (بریکینگ بد)
«آزاد زندگی کن یا بمیر» قسمت اول فصل پنجم سریال تلویزیونی آمریکایی بریکینگ بد، اولین قسمت از فصل و چهل و هفتمین قسمت کلی سریال است. به نویسندگی وینس گیلیگان، سازنده سریال و کارگردانی مایکل اسلوویس، ابتدا در ۱۵ ژوئیه ۲۰۱۲ از شبکه ای‌ام‌سی در ایالات متحده پخش شد.
عنوان این قسمت برگرفته از شعار رسمی ایالت نیوهمپشایر ایالات متحده است که در افتتاحیه روی پلاک خودرو دیده می‌شود.

## طرح
اپیزود با یک فلش فوروارد برای والتر وایت در رستورانی در جشن تولد ۵۲ سالگی‌اش شروع می‌شود.  او به‌طور غیرقانونی یک مسلسل از لاوسون خریداری می‌کند که در صندوق عقب یک ماشین پنهان کرده‌است.
در حال حاضر، والت از هر مدرکی که او را به قتل گاس فرینگ و مسمومیت براک کانتیلو مرتبط می‌کند، دور می‌زند. اسکایلر وایت سعی می‌کند با والت صحبت نکند و توضیح می‌دهد که اکنون از او می‌ترسد. والت ناگهان دوربین‌های نظارتی را که گاس در آزمایشگاه فوق نصب کرده بود به یاد می‌آورد و متوجه می‌شود که فیلم‌هایی که گاس جمع‌آوری کرده‌است می‌تواند او را متهم کند.
روز بعد، مایک ارمنتراوت از مرگ گاس با خبر می‌شود و با عصبانیت به نیومکزیکو برمی‌گردد. او با والت و جسی پینکمن روبرو می‌شود و آماده کشتن والت است، اما والت و جسی او را متقاعد می‌کنند که لپتاپ گاس که توسط پلیس به عنوان مدرک کشف شده‌است، باید با آن برخورد شود.
مایک توصیه می‌کند که همه آنها شهر را ترک کنند، زیرا پلیس به ناچار آنها را در فیلم دوربین آزمایشگاهی پیدا می‌کند. مایک و والت بر سر بهترین گزینه بحث می‌کنند تا اینکه جسی پیشنهاد می‌کند که می‌توانند از آهنربا برای از بین بردن لپ تاپ و هر مدرکی دال بر جنایاتشان استفاده کنند. جسی و والت با هم نقشه‌ای برای استفاده از آهنربای الکتریکی صنعتی (که از جو در اوراغی به دست آمده) برای از بین بردن لپ تاپ از بیرون ساختمان پلیس می‌سازند. با وجود اینکه مجبور به رها کردن کامیون می‌شوند، آن را برمی‌دارند. همان‌طور که آنها دور می‌شوند، والت با تردیدهای مایک مبنی بر اینکه همه چیز حل شده‌است مخالفت می‌کند.
در همین حین، سال گودمن در کارواش به اسکایلر نزدیک می‌شود و به او می‌گوید که تد بنکه از مجروحیت ناشی از برخورد با کوبی و هیول جان سالم به در برده‌است. اسکایلر از تد در بیمارستان بازدید می‌کند و متوجه می‌شود که ارتوز به او تعبیه شده‌است. تد مرعوب به او می‌گوید که در مورد آنچه که باعث جراحت او شده‌است سکوت خواهد کرد. در جای دیگر، والت با سال در مورد عدم اطلاع وکیل در مورد کمک مالی اسکایلر به تد بحث می‌کند. مشخص شد که به هیول گفته شد که سیگار رایسین جسی را جیب‌بری کند، به همین دلیل جسی معتقد بود که آن را گم کرده‌است. سال سیگار را در یک کیسه پلاستیکی به والت تقدیم می‌کند و اظهار می‌کند که نمی‌دانست والت قصد دارد براک را در خدمت کشتن گاس مسموم کند. سال سعی می‌کند به رابطه کاری خود و والت پایان دهد، اما والت با تهدید به او می‌گوید: «وقتی می‌گویم کارمان تمام شده‌است».
اپیزود با بغل کردن والتر با اسکایلر و بخشیدن او به خاطر نجات تد به پایان می‌رسد.

## تولید
در ژوئیه ۲۰۱۱، وینس گیلیگان، خالق سریال نشان داد که قصد دارد بریکینگ بد را با فصل پنجم به پایان برساند. در اوایل اوت ۲۰۱۱، مذاکرات بر سر معامله‌ای در مورد فصل پنجم و احتمالی پایانی بین شبکه ای‌ام‌سی و سونی پیکچرز تله‌ویژن، شرکت سازنده سریال آغاز شد. ای‌ام‌سی یک فصل پنجم کوتاه شده (شش تا هشت قسمت، به جای ۱۳) را برای کاهش هزینه‌ها پیشنهاد کرد، اما تهیه‌کنندگان آن را رد کردند. سپس سونی به شبکه‌های کابلی دیگر نزدیک شد تا در صورت عدم امکان معامله، احتمالاً نمایش را آغاز کند. در ۱۴ اوت ۲۰۱۱۱، ای‌ام‌سی و تیم سازنده بریکینگ بد تمدید سریال برای ۱۶ قسمت پایانی موافقت کردند. فیلمبرداری این فصل در ۲۶ مارس ۲۰۱۲ آغاز شد
پس از اختلاف بین ای‌ام‌سی و دیش نتورک که منجر به حذف ای‌ام‌سی توسط دیش از ۱ ژوئیه ۲۰۱۲ شد، ای‌ام‌سی این قسمت را به صورت آنلاین برای پخش آنلاین پخش کرد. این اپیزود با مدت زمان تقریباً ۴۳ دقیقه کوتاه‌ترین قسمت این مجموعه است.

## پذیرایی

### رتبه‌بندی‌ها
«آزاد زندگی کن یا بمیر» با ۲٫۹۳ میلیون بیننده، پربیننده‌ترین قسمت تاریخ ' بد در آن زمان بود.

### بررسی‌ها
برنت کوپ از پیست به این قسمت ۹٫۴/۱۰ امتیاز داد و اظهار داشت: «این اپیزود پر از تعلیق و طنز است، اما یک حس طولانی عذاب در آن وجود دارد.» دونا بومن از ای.وی. کلاب به قسمت A- داد. ست آمیتین از آی‌جی‌ان به اپیزود ۸٫۵/۱۰ داد و اظهار داشت: «امیدواریم چند اپیزود دریافت کنیم که به این شدت ترکیب نشده باشند، فقط به این دلیل که تنش پایانی را بیشتر افزایش می‌دهد.»
در سال ۲۰۱۹، رینگر «آزاد زندگی کن یا بمیر» را به عنوان بیست و سومین بهترین قسمت از ۶۲ قسمت کل بریکینگ بد رتبه‌بندی کرد.

## یادداشت
1. ↑  Foreshadowing the events of "Felina".